# 陳曉紅
陳 曉紅（チェン・キャオホン）は、中国の経営工学者。湖南工商大学共産党委員会書記、同大学元学長。中南大学名誉学部長。中国工程院院士。

## 人物・経歴
湖南省長沙市生まれ。1983年中南鉱冶学院（現中南大学）卒業、中国共産党入党。1999年東京工業大学博士（工学）。同年中南大学経営学部長。2014年湖南工商大学学長。2016年湖南省科学技術協会第10州委員会副委員長。2017年中国工程院院士。2018年中国人民政治協商会議第13回全国委員会委員。2021年湖南工商大学共産党委員会書記。

## 脚註
1. ↑   (中国語)cae.cn. (2017年). https://www.cae.cn/cae/html/main/colys/76216903.html+2021年9月19日閲覧。
2. 1 2  Liu Debin (刘德宾) (2021年5月18日).  (中国語)sina. https://news.sina.com.cn/c/2021-05-18/doc-ikmyaawc6049949.shtml+2021年9月19日閲覧。
3. ↑   (中国語)thepaper. (2017年11月27日). https://www.thepaper.cn/newsDetail_forward_1880916+2021年9月19日閲覧。
4. ↑  Cheng Qinyi (程琴怡) (2020年5月17日).  (中国語)xiangshengbao.com. http://www.xiangshengbao.com/nd.jsp?id=9409+2021年9月19日閲覧。